# 로터스 에미라
로터스 에미라(영어: Lotus Emira)는 로터스 자동차에서 2022년부터 생산 중인 스포츠카이다.

## 역사

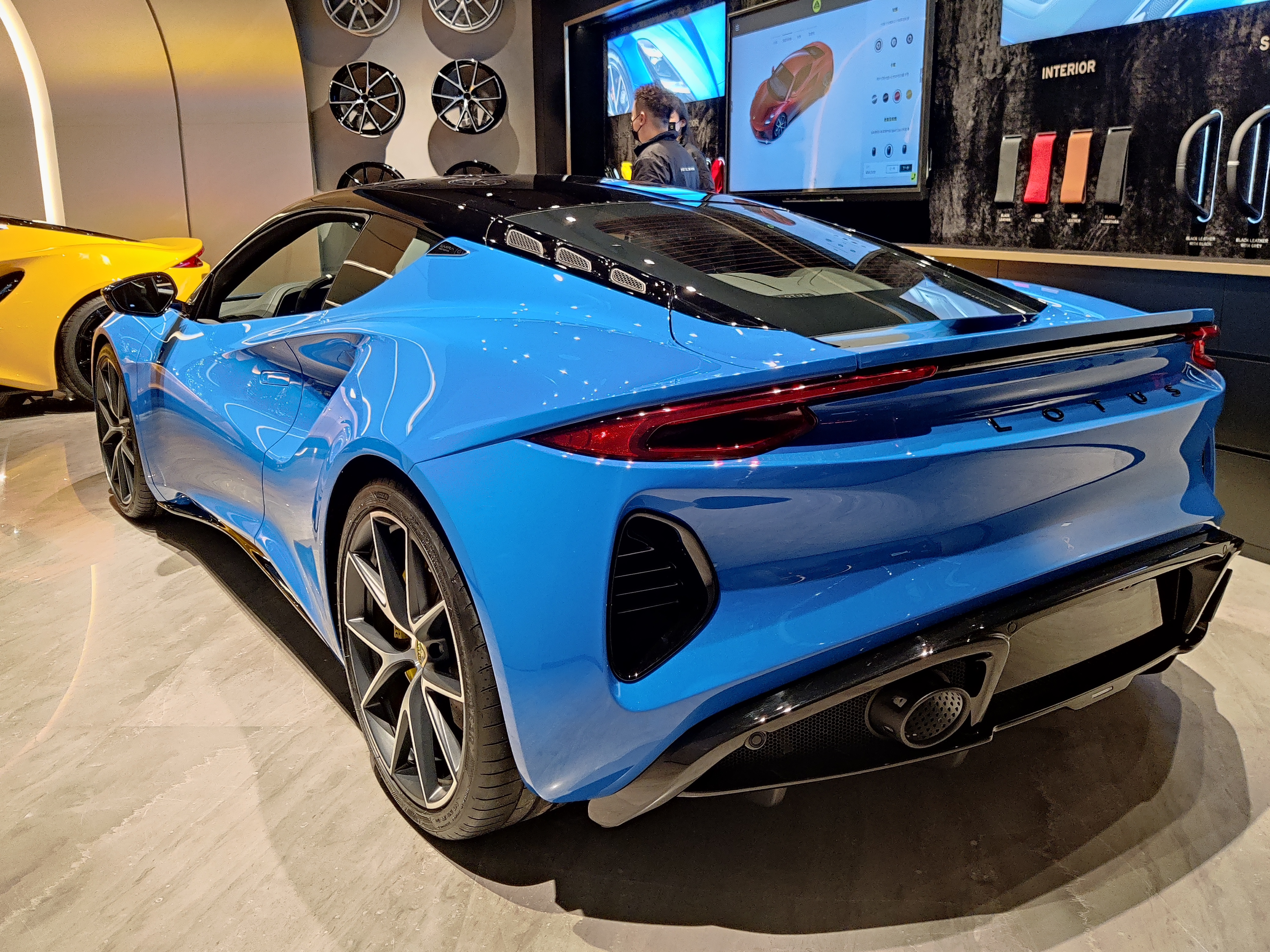
로터스 에미라의 후면

2021년 7월 6일 굿우드 페스티벌 오브 스피드에서 발표되었으며에보라, 엑시지 및 엘리스를 대체하는 모델이다.Hethel에 기반을 둔 회사는 데뷔 후 구형 에보라 GT4를 대체하는 GT4 경주용 자동차를 공개하였다.디자인은 2019년에 발표된 로터스 자동차의 고성능 자동차 에바이야와 몇 가지가 비슷하다.

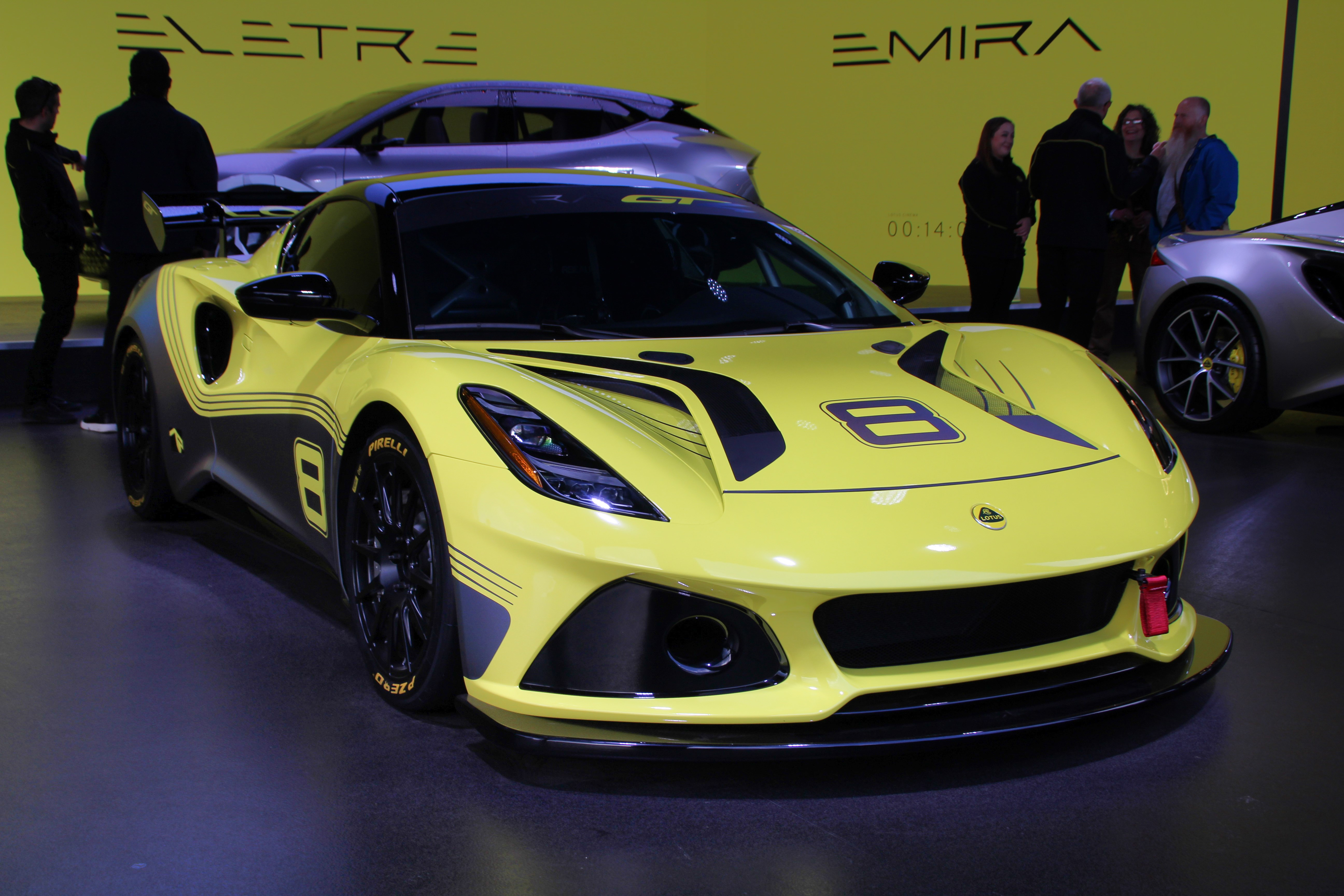
로터스 에미라 GT4

새로운 모델은 2022년 3월에 판매가 진행되었으며 토요타 자동차에서 공급하는 3.5리터 슈퍼차저 V6와 함께 제공되었다. 출력 수치는 400hp 및 430 N·m (320 lb·ft)의 토크를 가지고 있다. 6단 수동 또는 6단 자동으로 제공된다. 나중에 메르세데스-AMG에서 공급하는 더 작은 2.0리터 터보차저 엔진과 8단 듀얼 클러치 변속기(DCT)가 새로운 에미라에 제공되었다.
가격은 2021년 9월 20일에 기본 I4의 경우 59,995 유로, V6 퍼스트 에디션의 경우 VAT 20%를 포함하여 75,995 유로부터 시작한다고 발표되었다. 미국 가격은 기본 I4의 경우 74,900달러, V6 퍼스트 에디션의 경우 93,900 달러부터 시작하여 2021년 10월 1일에 발표되었다. V6 퍼스트 에디션은 2022년 봄에 출시되었고, I4는 2023년 봄에 출시될 예정이다. 2022년식 에미라는 퍼스트 에디션이 제공되는 변형으로 말레이시아에서 데뷔했다.

## 비디오 게임에서의 등장
- 아스팔트 8: 에어본
- 아스팔트 레전드 유나이트